# Цирульов Микита Михайлович
Микита Михайлович Цирульов (рос. Никита Михайлович Цирулёв; 18 вересня 1985, м. Електросталь, СРСР) — російський хокеїст, захисник. Виступає за «Торос» (Нефтекамськ) у Вищій хокейній лізі. 
Вихованець хокейної школи «Локомотив» (Ярославль). Виступав за «Керамін» (Мінськ), «Олімпія» (Кірово-Чепець), «Молот-Прикам'я» (Перм), «Нафтовик» (Леніногорськ), «Сокіл» (Новочебоксарськ), ХК МВД, «Южний Урал» (Орськ).
Досягнення
- Чемпіон ВХЛ (2012).